# David Syme
David Syme (1944. június 15. – 2020. október 27.) skót nemzetközi labdarúgó-játékvezető.

## Pályafutása

### Nemzeti játékvezetés
Pályafutása során hazája legfelső szintű labdarúgó-bajnokságának játékvezetője lett. Az 1980-as években ő volt Skóciában az egyik legjobb játékvezető.

### Nemzetközi játékvezetés
A Skót labdarúgó-szövetség Játékvezető Bizottsága (JB) 1984-ben terjesztette fel nemzetközi játékvezetőnek, a Nemzetközi Labdarúgó-szövetség (FIFA) bíróinak keretébe. Több nemzetek közötti válogatott- és klubmérkőzést vezetett. A skót nemzetközi játékvezetők rangsorában, a világbajnokság-Európa-bajnokság sorrendjében többedmagával a 6. helyet foglalja el 7 találkozó szolgálatával. Az aktív nemzetközi játékvezetéstől 1991-ben vonult vissza.

#### Világbajnokság
1985-ben a Szovjetunióban rendezték az U20-as labdarúgó-világbajnokságot, ahol a FIFA JB hivatalnokként foglalkoztatta.
| Időpont             | Helyszín                      | Mérkőzés típusa        | Mérkőzés              | Eredmény | Nézők száma |
| ------------------- | ----------------------------- | ---------------------- | --------------------- | -------- | ----------- |
| 1985. augusztus 29. | Tofik Bakhramov Stadion, Baku | selejtező (D. csoport) | Paraguay–Kína         | 1 : 2    | 15 500      |
| 1985. szeptember 7. | Luzsnyiki Stadion, Moszkva    | döntő                  | Ciprus–Észak-Írország | 1 : 0    | 41 000      |

A világbajnoki döntőhöz vezető úton Mexikóba a XIII., az 1986-os labdarúgó-világbajnokságra illetve Olaszországba a XIV., az 1990-es labdarúgó-világbajnokságra a FIFA JB bíróként alkalmazta.
| Időpont              | Helyszín                          | Mérkőzés típusa           | Mérkőzés                 | Eredmény | Nézők száma |
| -------------------- | --------------------------------- | ------------------------- | ------------------------ | -------- | ----------- |
| 1984. május 23.      | Idrottsparken Stadion, Norrköping | előselejtező (2. csoport) | Svédország–Málta         | 4 : 0    | 18 819      |
| 1985. szeptember 25. | Municipal Stadion, Luxembourg     | előselejtező (4. csoport) | Luxemburg–Bulgária       | 1 : 3    | 1 050       |
| 1988. november 19.   | Heysel Stadion, Brüsszel          | előselejtező (7. csoport) | Belgium–Svájc            | 1 : 0    | 14 450      |
| 1989. január 22.     | Ta' Qali Stadion, Attard          | előselejtező (6. csoport) | Málta–Spanyolország      | 0 : 2    | 15 797      |
| 1989. november 15.   | Luz Stadion, Lisszabon            | előselejtező (7. csoport) | Portugália–Csehszlovákia | 0 : 0    | 40 000      |

Skóciában rendezték a 3., az 1989-es U16-os labdarúgó-világbajnokságot, ahol a FIFA JB több hazai partbíró mellett kettő találkozón foglalkoztatta.

#### Európa-bajnokság
Az európai-labdarúgó torna döntőjéhez vezető úton Olaszországba a III., az 1968-as labdarúgó-Európa-bajnokságra valamint Svédországba a IX., az 1992-es labdarúgó-Európa-bajnokságra az UEFA JB játékvezetőként foglalkoztatta.
| Időpont             | Helyszín                    | Mérkőzés típusa           | Mérkőzés             | Eredmény | Nézők száma |
| ------------------- | --------------------------- | ------------------------- | -------------------- | -------- | ----------- |
| 1967. június 8.     | Ulleval Stadion, Oslo       | előselejtező (2. csoport) | Norvégia–Portugália  | 1 : 2    | 31 000      |
| 1990. szeptember 5. | Laugardalsvöllur, Reykjavík | előselejtező (1. csoport) | Izland–Franciaország | 1 : 2    | 8 000       |

#### Brit Bajnokság
1882-ben az Egyesült Királyság brit tagállamainak négy szövetség úgy döntött, hogy létrehoznak egy évente megrendezésre kerülő bajnokságot egymás között. Az utolsó bajnoki idényt 1984-ben tartották.
| Időpont        | Helyszín                           | Mérkőzés típusa | Mérkőzés     | Eredmény |
| -------------- | ---------------------------------- | --------------- | ------------ | -------- |
| 1984. május 2. | Racecourse Ground Stadion, Wrexham | csoportmérkőzés | Wales–Anglia | 1 : 0    |